# Cyathura furcata
Cyathura furcata är en kräftdjursart som beskrevs av Nunomura och Hagino 2000. Cyathura furcata ingår i släktet Cyathura och familjen Anthuridae. Inga underarter finns listade i Catalogue of Life.